# Hemicyclammininae
Hemicyclammininae es una subfamilia de foraminíferos bentónicos de la familia Cyclamminidae, de la superfamilia Loftusioidea, del suborden Loftusiina y del orden Loftusiida. Su rango cronoestratigráfico abarca desde el Jurásico medio hasta el Cenomaniense (Cretácico superior).

## Discusión
Clasificaciones previas incluían Hemicyclammininae en el suborden Textulariina, en el orden Textulariida o en el orden Lituolida.

## Clasificación
Hemicyclammininae incluye a los siguientes géneros:
- Alveocyclammina †
- Flabellamminopsis †
- Hemicyclammina †